# Carly Colón
Carlos Edwin "Carly" Colón, Jr. (San Juan, 21 de febrer del 1979) és un lluitador professional de Puerto Rico que treballa a la marca Smack Down! de World Wrestling Entertainment (WWE).